# Летний лагерь (телесериал)
Летний лагерь — американский ситком, выходящий на канале Disney Channel, спин-офф сериала «Джесси».

## Сюжет
Эмма, Рави и Зури покинули Нью-Йорк и отправились в штат Мэн, чтобы остаться в лагере Kikiwaka, который был назван в честь легендарного существа, которое по легенде живёт в соседнем лесу. Лагерь Kikiwaka также место, где встретились их родители будучи подростками. Вместе со своими новыми друзьями, трое детей семьи Росс изо всех сил стараются приспособиться к их новой жизни в лагере Kikiwaka.

## Персонажи

### Главные
- Эмма Росс (Пейтон Рой Лист) — самый старший и единственный родной ребёнок из детей семьи Росс, которая находится в "Кабине Сурков". Интересуется модой и имеет уникальное чувство стиля. Влюблена в Ксандера. В одной из серий они целовались.
- Рави Росс (Каран Брар) — слабый, но очень умный и послушный мальчик. Второй по возрасту из детей семьи Росс в лагере, а так вообще третий по возрасту из детей семьи и второй по возрасту из приёмных детей, который находится в кабине "Гризли". Воспитывает своего питомца миссис Киплинг, семифутового азиатского водного варана в лагере.
- Зури Росс (Скай Джексон) — очаровательно сладкая, ещё резкая, язвительная и разговорчивая девочка. Третья по возрасту из детей семьи Росс в лагере, а так вообще четвёртая по возрасту из детей семьи и третья по возрасту из приёмных детей, которая находится в "Кабине Сурков". Она классная и стильная. У неё есть подруга Тиффани. Видела как Глэдис целовалась (в губы) с Морганом Россом, то есть с её отцом.
- Лу (Миранда Мэй) — гиперактивная фермерша, советник и подруга Эммы. Она — руководитель "Кабины Сурков" и давний друг Ксандера. Немного ревнует Ксандера к Эмме.
- Ксандер (Кевин Куинн) — популярный красивый советник и резидент-музыкант, который является главой "Кабины Гризли". Он является любовным интересом Эммы и давним другом Лу.
- Хорхе (Натан Аренас) — глупый круглолицый молодой парень латиноамериканского происхождения в очках. Друг Рави, работает в "Кабине Гризли". Он очень грязный, неопрятный, и называет народ «странным», несмотря на то, что он сам странный. Хорхе как-то утверждал, что он когда-то был похищен инопланетянами.
- Тиффани (Нина Лу) — это умная молодая девушка китайского происхождения, у которой властная мать. Она милая девочка и лучшая подруга Зури.

### Специальные приглашённые звёзды
- Люк Росс (Кэмерон Бойс) — младший брат Эммы и старший брат Рави и Зури. Самый классный, любящий пошутить и второй по возрасту из детей семьи Росс и самый старший по возрасту из приёмных детей. Он любит подшучивать над своими сёстрами и особенно братом, Рави. Пока он был в летней школе, ему удалось исправить свои оценки. Люк однажды посетил лагерь Kikiwaka, где он помогал в стрельбе из лука в борьбе за Чемпиона Лагеря.

### Повторяющиеся
- Глэдис (Мэри Шир) — строгая хозяйка лагеря Kikiwaka, которая завидует Кристине с тех пор, как Кристина «украла» у неё Моргана. В одной из серий целовалась с Морганом Россом (с отцом Эммы, Люка, Рави, Зури и с мужем Кристины Росс)
- Хэйзел (Тесса Неттинг) — старшая вожатая лагеря Kikiwaka, потомок Джедидайя Сверенджена, племянница Глэдис и соперница Эммы на Ксандера. Является руководителем "Кабины Ласка".
- Миссис Киплинг (Фрэнк) — азиатский водный варан, питомец Рави.

## Производство
«Летний лагерь» был продлен на второй сезон канал Дисней на 29 февраля 2016 года.

## Серии
- Кевин Куинн и Натан Аренас оба отсутствуют в течение двух эпизодов.
- Нина Лу отсутствует в четырёх эпизодах.,

## Трансляции
В Канаде, серия премьера на канале Disney Канада на второй день запуска канала на 2 сентября 2015 года. серия премьера состоялась на Disney каналов в Великобритании и Ирландии на ноябрь 20, 2015, , а Премьера в Австралии и Новой Зеландии на 14 января 2016 года.